# Robert Lyon
Robert Menli Lyon (* 1789 in Inverness, Schottland; † nach 1863) gehört zu den frühen britischen Siedlern, die sich im Westen Australiens niederließen. Er war einer der Ersten, der sich für die Rechte der indigenen Völker Australiens einsetzte und sich aktiv um ihr Wohlergehen kümmerte. Lyon war der Erste, der Informationen über die Sprache der Aborigines in der Region um Perth veröffentlichte.  
Robert Menli Lyon wurde als Robert Milne geboren. Über sein Leben ist nur wenig Zuverlässiges bekannt. Man nimmt an, dass er der britischen Armee angehörte und dort bis zum Rang eines „Captain“ befördert wurde. Er emigrierte im Jahr 1829, im Alter von etwa vierzig Jahren, nach Australien. Es ist unbekannt, warum er in Australien den Namen Robert Menli Lyon annahm. 
Lyon reiste sehr weiträumig in dem Siedlungsgebiet umher und legte Wert auf einen freundlichen Umgang mit den dort umherstreifenden Aborigines. Den Noongar-Krieger Yagan, der des Mordes an einem Weißen angeklagt war, verteidigte er erfolgreich mit dem Hinweis, dass Yagan sein Heimatland gegen die Besiedlung durch Weiße verteidige und deshalb nicht als Krimineller, sondern als Kriegsgefangener zu behandeln sei. 